# ロスチスラフ・ヤロスラヴィチ (ムーロム公)
ロスチスラフ・ヤロスラヴィチ（ロシア語: Ростислав Ярославич、1129年 - 1153年あるいは1155年以前）はムーロム公ヤロスラフの子である。プロンスク公：1129年 - 1143年、リャザン公：1143年 - 1145年、ムーロム公：1145年 - 1147年、1149年 - 1153年。

## 生涯
ロスチスラフは、父の没した1129年より、兄弟のスヴャトスラフらと共にリャザン公国を共同統治した。すなわち、スヴャトスラフがリャザン公国を領有し、ロスチスラフはプロンスク公国を領有した。また、ムーロム公国は別の兄であるユーリーが領有した。
1143年、ムーロム公の兄ユーリーが死亡すると、兄弟のスヴャトスラフがムーロム公となり、ロスチスラフはリャザン公となった。その2年後の1145年にはスヴャトスラフも死亡し、ロスチスラフはムーロム公となった。このときには、リャザンにはナメストニクとして息子のグレプを配したが、これはスヴャトスラフの子が有する継承権(ru)に反するものであった。
1146年から1154年の間のルーシの内戦期には、ヴォルィーニ公イジャスラフ、チェルニゴフ公ウラジーミルらと同盟を結び、ロストフ・スーズダリ公ユーリー、ノヴゴロド・セヴェルスキー公スヴャトスラフらと対立した。1146年、ユーリーの子のロスチスラフ(ru)、アンドレイの軍によってリャザンは占領され、ロスチスラフは息子のグレプと共に、ポロヴェツ族の勢力圏へ逃走した。リャザン公位にはダヴィド、ついでイーゴリが就き、ムーロム公位にはウラジーミルが就いた（3名とも兄弟のスヴャトスラフの子）。ただし1149年にはムーロム公位を、1151年にはリャザン公位を再度手中に収めた。
1152年、自身の領有する小都市の破壊の報を聞きつけたロストフ・スーズダリ公ユーリーは、自領救援にリャザン公国軍を派遣しており、ムーロム・リャザンの連隊を率いたロスチスラフがその陣頭に立っている。ロスチスラフはチェルニゴフを包囲するが、この戦闘は失敗に終わった。
1153年にはオカ川河畔に都市ロスチスラヴリ（ロスチスラヴリ・リャザンスキー(ru)）を建設した。同年（1154年とする説もある）、リャザンはユーリーの子のアンドレイに占領されたが、ポロヴェツ族の支援を受けたロスチスラフはこれを追い返した。
没年には諸説あるが、この後ロスチスラフは没した。

## 子
- アンドレイ(ru) - エレツ公
- グレプ - リャザン公
- ユーリー